# Pāshā Kolā-ye Enteqālī
Pāshā Kolā-ye Enteqālī (persiska: پاشا كلا انتقالی) är en ort i Iran.   Den ligger i provinsen Mazandaran, i den norra delen av landet, 170 km nordost om huvudstaden Teheran. Pāshā Kolā-ye Enteqālī ligger 5 meter över havet och antalet invånare är 933.
Terrängen runt Pāshā Kolā-ye Enteqālī är platt åt nordväst, men åt sydost är den kuperad. Runt Pāshā Kolā-ye Enteqālī är det ganska tätbefolkat, med 111 invånare per kvadratkilometer. Närmaste större samhälle är Sari, 10,4 km öster om Pāshā Kolā-ye Enteqālī. I omgivningarna runt Pāshā Kolā-ye Enteqālī växer i huvudsak blandskog.